# Нансін-Мару
Нансін-Мару (Nanshin Maru) — транспортне судно, яке під час Другої світової війни брало участь у операціях японських збройних сил на Тихому океані. 
Судно спорудили як MV Yung An в 1930 році на шанхайській верфі Kiousin для китайської компанії Ta Chen Navigation. 
В 1942-му судно опинилось під контролем японців та отримало назву «Нансін-Мару». 
16 червня 1944-го «Нансін-Мару» прямувало у складі конвою через південно-західну частину моря Сулавесі. За сотню кілометрів на південний схід від Таракану (центр нафтовидобувної промисловості на східному узбережжі Борнео) судно було перехоплене та потоплене американським підводним човном USS Bluefish.